# 羅克普雷里鎮區 (密蘇里州戴德縣)
羅克普雷里鎮區（英語：Rock Prairie Township）是位於美國密蘇里州戴德縣的一個行政鎮區。

## 地方資料
羅克普雷里鎮區的面積為94.52平方千米，當中陸地面積為94.26平方千米，而水域面積為0.26平方千米。根據2020年美國人口普查的數據，當地共有人口721人，而人口密度為每平方千米7.63人。